# Zespół Sticklera
Zespół Sticklera (łac. arthroophthalmopathia hereditaria progressiva, ang. Stickler syndrome) – zespół wad wrodzonych, na którego fenotyp składają się płaska twarz, krótkowzroczność, jaskra, odklejenie siatkówki, rozszczep podniebienia, dysplazja nasadowo-przynasadowa, zmiany zwyrodnieniowe stawów. Dziedziczony jest w sposób autosomalny dominujący.
Zespół opisali Gunnar B. Stickler i wsp. w 1965 roku.

## Eiologia
Podłożem zaburzeń obserwowanych w zespole Sticklera są mutacje w genach kodujących kolagen COL2A1 i COL11A1. W zależności od rodzaju mutacji może dochodzić mniej lub bardziej poważnych fenotypów. Możliwe są dwa scenariusze zaburzeń. W jednym dochodzi do haploinsuficjencji (czyli sytuacji, w której jedna poprawna kopia genu jest niewystarczająca do pełnienia funkcji), a w drugim do dominującego efektu negatywnego (czyli sytuacji w której błędny allel wywołuje nagtywne efekty, uniemożliwiające poprawne funkcjonowanie produktu z niezmienionego allelu). 

## Typy Zespołu Sticklera[2]
| Typ                      | Dziedziczenie | Gen     | Locus    | Cechy | OMIM             |
| ------------------------ | ------------- | ------- | -------- | --- | ---------------- |
| Typ 1                    | AD            | COL2A1  | 12q13.11 | Wrodzona błoniasta anomalia ciała szklistego typu 1, odwarstwienie siatkówki, wrodzona magaloftalmia, głuchota, artropatia, rozszczep podniebienia Wysokie ryzyko ślepoty | 108300           |
| Oczny                    | AD            | COL2A1  | 12q13.11 | Wrodzona błoniasta anomalia ciała szklistego typu 1, odwarstwienie siatkówki, wrodzone megalophthalmos. Brak cech systemowych. Wysokie ryzyko ślepoty                     | 609508           |
| Typ 2                    | AD            | COL11A1 | 1p21.1   | Wrodzona anomalia ciała szklistego typu 2, odwarstwienie siatkówki, wrodzona magaloftalmia, głuchota, artropatia, rozszczep podniebienia                                  | 604841           |
| Typ 3 (dominujący OSMED) | AD            | COL11A2 | 6p21.32  | Nieoczna postać zespołu Sticklera. Normalny fenotyp ciała szklistego i oka, głuchota, artropatia, rozszczep podniebienia                                                  | 184840           |
| Typ 7                    | AD            | BMP4    | 14q22.2  | Niedorozwój ciała szklistego, odwarstwienie siatkówki, głuchota, artropatia, nieprawidłowości podniebienia, dysplazja nerek.                                              | Nie potwierdzony |